# Ernest M. Henley
Ernest Mark Henley (* 10. Juni 1924 in Deutschland; † 27. März 2017) war ein US-amerikanischer theoretischer Physiker, der sich unter anderem mit Kernphysik beschäftigte, aber auch mit Teilchenphysik und Symmetrien.

## Werdegang
Henley machte 1944 seinen Bachelor-Abschluss (BEE) als Elektroingenieur am City College of New York. Er war dann von 1946 bis 1948 als Elektroingenieur beim Airborne Instruments Laboratory. Von 1948 bis 1951 forschte er an der Stanford University (am Microwave Laboratory und Radiation Laboratory). 1952 wurde er an der University of California, Berkeley promoviert. Von 1952 bis 1954 war er Jewett Fellow und Lecturer an der Columbia University.  Ab 1954 war er Assistant Professor an der University of Washington, wo er 1961 Professor wurde. 1971/72 stand er dem Universitäts-Senat vor. Von 1979 bis 1987 war er dort Dekan des College of Arts and Sciences und 1990/91 Direktor des Instituts für Theoretische Kernphysik. Seit 1995 war er dort Professor Emeritus.
1977 war er als Austauschwissenschaftler in der Sowjetunion und 1983 als Distinguished Scholar in der Volksrepublik China. Ab 1962 war er Berater des Los Alamos National Laboratory. 1952, 1954 und 1957 war er Gastwissenschaftler am Brookhaven National Laboratory. 1986 bis 1989 stand er dem Nuclear Science Advisory Committee der National Science Foundation und des US Department of Energy vor.
Er forschte zu Symmetrien in der Kern- und Teilchenphysik (und schrieb auch ein einführendes Lehrbuch, das Kern- und Teilchenphysik zusammen behandelte mit Berücksichtigung von experimentellen Aspekten und einem Abschnitt über Symmetrien), Einschränkungen von Symmetrien auf Theorien und Modelle, Verwendung von Symmetrien bei der Untersuchung der Kernstruktur, und später Quark-Gluon Freiheitsgraden und Quantenchromodynamik in der Kernphysik einschließlich des Effekts der Umgebung (in Kernen oder frei) auf Hadronen, wie sie sich etwa im EMC-Effekt manifestieren. Henley berechnete mit Lawrence Wilets (1927–2010) 1976 die Effekte von Paritätsverletzung für Messungen in der Atomphysik.
Er war seit 1979 Mitglied der National Academy of Sciences, deren Sektion Physik er ab 1998 vorstand. 1992 war er Präsident der American Physical Society (APS), deren Fellow er war, deren Abteilung Kernphysik er 1979/80 vorstand und deren Tom-W.-Bonner-Preis für Kernphysik er 1989 erhielt. Zudem wurde er 1995 in die American Academy of Arts and Sciences gewählt und er war Mitglied der American Association for the Advancement of Science, deren Physik-Sektion er 1989 vorstand. 1967/68 war er Guggenheim Fellow und 1976/77 NATO Senior Fellow. 1984 erhielt er einen Humboldt-Forschungspreis und 1989 die Townsend Harris Medal des City College of New York. Im Jahr 2005 wurde ihm der Dr. rer. nat. honoris causa der Justus-Liebig-Universität Gießen verliehen.
Er war seit 1948 mit Elaine Dimitman verheiratet und hatte einen Sohn und eine Tochter.
Er war seit 1992 Herausgeber des International Journal of Modern Physics E und 1980 bis 1984 der Comments on Nuclear and Particle Physics.

## Schriften
- mit Walter Thirring: Elementare Quantenfeldtheorie, BI 1975 (englisches Original: Elementary Quantum Field Theory, McGraw Hill 1962)
- mit Hans Frauenfelder: Nuclear and Particle Physics, Benjamin 1975
- mit Hans Frauenfelder: Subatomic Physics, Prentice-Hall 1974, 2. Auflage 1991, deutsch: Teilchen und Kerne: Subatomare Physik, Oldenbourg 1979, 4. Auflage 1999
- mit Alejandro Garcia: Subatomic Physics, World Scientific 2007
- Herausgeber mit Wick C.Haxton: Symmetries and Fundamental Interactions in Nuclei, World Scientific 1995
- mit J. Gregory Dash: Physics around us : how and why things work, World Scientific 2012
- Herausgeber mit Stephen D. Ellis: 100 years of subatomic physics, World Scientific 2013 (darin von Henley, Garcia ein Kapitel über die Geschichte der Kernphysik)